# Brothers (альбом The Black Keys)
Brothers — шестой студийный альбом американской блюзовой группы The Black Keys, выпущенный 18 мая 2010 года. Диск продан в количестве 847,000 копий (по состоянию на октябрь 2011 года). В январе 2011 года, Американская ассоциация звукозаписывающих компаний назвала альбом золотым за продажу свыше 500,000 копий.

## Об альбоме
Релиз шестого студийного альбома «Brothers» состоялся 18 мая 2010 года. Продюсерами альбома выступили The Black Keys и Марк Нил. Только единственный трек «Tighten Up» был продюсирован Брайаном Бёртоном, с которым группа работала над альбомом Attack & Release. В первую неделю в США было продано более 73 000 копий и альбом поднялся на 3-ю строчку в Billboard 200, это были их лучшие позиции в чартах к тому моменту. Более того, песня «Tighten Up» стала их самым успешным синглом, проведя 10 недель на 1-й строчке в чарте Alternative Songs, а также первым синглом оказавшимся в Billboard Hot 100, заняв 87-ю строчку.
Клип на «Tighten Up», режиссёром которого является Крис Маррс, выиграл MTV Video Music Award for Breakthrough Video за 2010 год. Также The Black Keys были судьями на 9th Annual Independent Music Awards.
19 октября The Black Keys выпустили EP iTunes Sessions, вошедший в серию живых альбомов от iTunes. 10 декабря было объявлено что The Black Keys номинированы на четыре премии Грэмми, включая «Лучшая рок песня» за «Tighten Up» и «Лучший альтернативный альбом» за «Brothers».
Rolling Stone поместил «Brothers» на 2-е место в списке лучших альбомов 2010 года и «Everlasting Light» на 11-е место в списке лучших песен года. Spin объявил группу Исполнителем года за 2010. 8 января 2011 группа появилась в телевизионном шоу Saturday Night Live в качестве гостя, исполнив «Howlin' For You» и «Tighten Up».
10 февраля 2011 вышел короткометражный кино-ролик «Howlin' For You». Роли исполнили: Триша Хелфер, Диора Бэрд, Шон Патрик Флэнери, Кристиан Серратос, Корбин Бернсен, Тодд Бриджес, Шон Уайт и сама группа в роли «Las Teclas de Negro». Режиссёром опять выступил Крис Маррс Пилиеро, видео впоследствии было номинировано на MTV Video Music Award - Лучшее рок видео. Сами The Black Keys были номинированы на три награды Billboard Music Awards: Лучший альтернативный исполнитель, Лучший рок альбом и Лучший альтернативный альбом.
11 июня 2011 группа выступила на 10-м ежегодном музыкальном фестивале Bonnaroo, в качестве хэдлайнера. 6 августа 2011 The Black Keys приняли участие в первом ежегодном музыкальном фестивале Канрокзас в Канзасе.
В фильме «Области тьмы» одним из саундтреков была композиция «Howlin' For You», композиция Tighten Up вошла в саундтрек к игре FIFA 2011.

## Список композиций

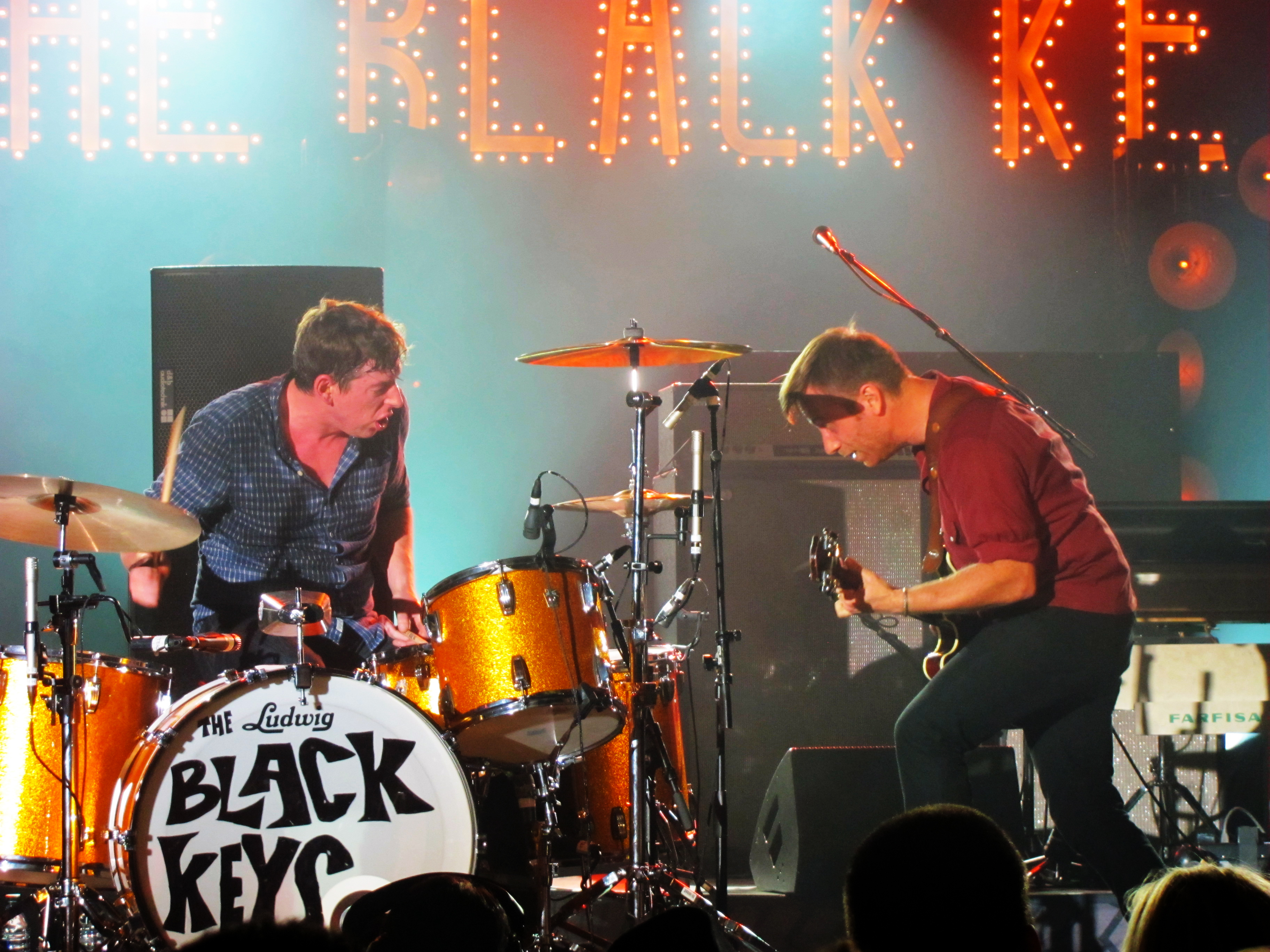
Выступление The Black Keys в 2011 году

| Совокупная оценка    | Совокупная оценка |
| Источник             | Оценка            |
| -------------------- | ----------------- |
| Metacritic           | 82/100            |
| Оценки критиков      |                   |
| Источник             | Оценка            |
| Allmusic             | [ 17 ]            |
| Entertainment Weekly | B+                |
| The Guardian         | [ 19 ]            |
| Houston Chronicle    | [ 20 ]            |
| NME                  | 8/10              |
| Pitchfork Media      | 7.7/10            |
| Q                    | [ 23 ]            |
| Rolling Stone        | [ 24 ]            |
| The Sunday Times     | [ 25 ]            |
| Uncut                | [ 26 ]            |

Слова и музыка всех песен — Дэн Ауэрбах и Патрик Карни. Композиция "Never Gonna Give You Up" - кавер на песню Айзека Хейза, авторы: Кеннет Гэмбл, Леон Хафф, Джерри Батлер.
| №   | Название                  | Длительность |
| --- | ------------------------- | ------------ |
| 1.  | «Everlasting Light»       | 3:24         |
| 2.  | «Next Girl»               | 3:18         |
| 3.  | «Tighten Up»              | 3:31         |
| 4.  | «Howlin' for You»         | 3:12         |
| 5.  | «She's Long Gone»         | 3:06         |
| 6.  | «Black Mud»               | 2:10         |
| 7.  | «The Only One»            | 5:00         |
| 8.  | «Too Afraid to Love You»  | 3:25         |
| 9.  | «Ten Cent Pistol»         | 4:29         |
| 10. | «Sinister Kid»            | 3:45         |
| 11. | «The Go Getter»           | 3:37         |
| 12. | «I'm Not the One»         | 3:49         |
| 13. | «Unknown Brother»         | 4:00         |
| 14. | «Never Gonna Give You Up» | 3:39         |
| 15. | «These Days»              | 5:12         |

## Участники записи
- Дэн Ауэрбах — гитара, вокал, бас-гитара, клавишные, производство
- Патрик Карни — ударные, перкуссия, производство
- Danger Mouse — создание «Tighten Up».
- Кенни Такахаси — звукорежиссирование «Tighten Up».
- Марк Нилл — звукорежиссирование, создание.
- Николь Рэй — бэк-вокал в композициях «Everlasting Light», «Sinister Kid», «Howlin' For You», «Next Girl».